# Dimitri Foulquier
Dimitri Foulquier (Sarcelles, 23 marzo 1993) è un calciatore francese, difensore del Valencia.

## Carriera

### Club

#### Rennes e Granada
Dopo aver giocato nelle giovanili del Rennes fino al 2011, passa in prima squadra dove fa l'esordio il 2 ottobre 2011, nel match perso 2-0 contro il LOSC Lille, uscendo al 45º minuto dell'incontro. Invece gioca tutti i minuti dell'incontro nel match perso 4-0 contro il Saint-Étienne. Il 5 dicembre 2011 fa il suo esordio in Europa League, nel match perso per 3-1 contro l'Atlético Madrid, giocando tutti i 90' dell'incontro. L'esordio in Coupe de la Ligue avviene nella stagione seguente, nel match vinto 3-2 contro il Nancy.
Il 26 agosto 2013 passa in prestito con diritto di riscatto alla società spagnola del Granada. L'esordio in Spagna avviene il 30 settembre 2013, nel match vinto 2-0 contro l'Athletic Club, entrando al 70º minuto dell'incontro. L'esordio da titolare avviene contro l'Elche, match vinto 1-0. L'esordio nella Coppa del Re avviene contro l'AD Alcorcón (vinta 2-0), entrando al 78º minuto dell'incontro. Il 26 maggio 2014 viene riscattato.

#### Udinese, Watford, Strasburgo e Getafe
Il 23 maggio 2016 viene acquistato per 2,5 milioni di euro dall'Udinese, club di proprietà della famiglia Pozzo (che è anche proprietaria del Granada, club dove ha militato, e del Watford).

### Nazionale
Nel corso degli anni ha giocato diverse partite amichevoli con l'Under-18 e l'Under-19; partecipa ai Mondiali Under-20 del 2013, giocando da titolare in tutte e tre le partite della fase a gironi, chiusa dalla sua Nazionale al secondo posto dietro alla Spagna nel girone A. Gioca da titolare anche nella partita vinta per 4-1 contro la Turchia negli ottavi, nella partita vinta per 4-0 contro l'Uzbekistan nei quarti, nella semifinale vinta per 2-1 contro il Ghana e nella finale del 13 luglio contro l'Uruguay, nella quale segna il rigore decisivo per la vittoria della sua squadra. Il 5 settembre esordisce in Under-21, in una partita di qualificazione agli Europei di categoria.

## Statistiche

### Presenze e reti nei club
Statistiche aggiornate al 6 novembre 2023
| Stagione        | Squadra         | Campionato      | Campionato | Campionato | Coppe nazionali | Coppe nazionali | Coppe nazionali | Coppe continentali | Coppe continentali | Coppe continentali | Altre coppe | Altre coppe | Altre coppe | Totale | Totale |
| Stagione        | Squadra         | Comp            | Pres       | Reti       | Comp            | Pres            | Reti            | Comp               | Pres               | Reti               | Comp        | Pres        | Reti        | Pres   | Reti   |
| --------------- | --------------- | --------------- | ---------- | ---------- | --------------- | --------------- | --------------- | ------------------ | ------------------ | ------------------ | ----------- | ----------- | ----------- | ------ | ------ |
| 2011-2012       | Rennes          | L1              | 2          | 0          | CF+CdL          | 0+0             | 0               | UEL                | 1                  | 0                  | -           | -           | -           | 3      | 0      |
| 2012-2013       | Rennes          | L1              | 15         | 0          | CF+CdL          | 0+2             | 0               | -                  | -                  | -                  | -           | -           | -           | 17     | 0      |
| ago. 2013       | Rennes          | L1              | 2          | 0          | CF+CdL          | -               | -               | -                  | -                  | -                  | -           | -           | -           | 2      | 0      |
| Totale Rennes   | Totale Rennes   | Totale Rennes   | 19         | 0          |                 | 2               | 0               |                    | 1                  | 0                  |             | -           | -           | 22     | 0      |
| 2013-2014       | Granada         | PD              | 24         | 0          | CR              | 1               | 0               | -                  | -                  | -                  | -           | -           | -           | 25     | 0      |
| 2014-2015       | Granada         | PD              | 25         | 0          | CR              | 2               | 0               | -                  | -                  | -                  | -           | -           | -           | 27     | 0      |
| 2015-2016       | Granada         | PD              | 21         | 1          | CR              | 3               | 0               | -                  | -                  | -                  | -           | -           | -           | 24     | 1      |
| 2016-2017       | Granada         | PD              | 22         | 0          | CR              | 0               | 0               | -                  | -                  | -                  | -           | -           | -           | 22     | 0      |
| 2017-2018       | Strasburgo      | L1              | 16         | 0          | CF+CdL          | 2+1             | 0               | -                  | -                  | -                  | -           | -           | -           | 19     | 0      |
| 2018-2019       | Getafe          | PD              | 25         | 3          | CR              | 4               | 0               | -                  | -                  | -                  | -           | -           | -           | 29     | 3      |
| 2019-gen. 2020  | Watford         | PL              | 3          | 0          | FACup+CdL       | 0+2             | 0               | -                  | -                  | -                  | -           | -           | -           | 5      | 0      |
| gen.-giu. 2020  | Granada         | PD              | 17         | 1          | CR              | 5               | 0               | -                  | -                  | -                  | -           | -           | -           | 22     | 1      |
| 2020-2021       | Granada         | PD              | 32         | 0          | CR              | 4               | 1               | UEL                | 10                 | 0                  | -           | -           | -           | 46     | 1      |
| ago.2021        | Granada         | PD              | 2          | 0          | CR              | 0               | 0               | -                  | -                  | -                  | -           | -           | -           | 2      | 0      |
| Totale Granada  | Totale Granada  | Totale Granada  | 143        | 2          |                 | 15              | 1               |                    | 10                 | -                  |             | -           | -           | 168    | 3      |
| 2021-2022       | Valencia        | PD              | 29         | 0          | CR              | 7               | 0               | -                  | -                  | -                  | -           | -           | -           | 36     | 0      |
| 2022-2023       | Valencia        | PD              | 30         | 0          | CR              | 2               | 0               | -                  | -                  | -                  | SS          | 1           | 0           | 33     | 0      |
| 2023-2024       | Valencia        | PD              | 8          | 0          | CR              | 1               | 0               |                    | -                  | -                  |             | -           | -           | 9      | 0      |
| Totale Valencia | Totale Valencia | Totale Valencia | 67         | 0          |                 | 10              | 0               |                    | 0                  | 0                  |             | 1           | 0           | 78     | 0      |
| Totale carriera | Totale carriera | Totale carriera | 273        | 5          |                 | 29              | 1               |                    | 11                 | 0                  |             | 1           | 0           | 321    | 6      |

### Cronologia delle presenze e reti in nazionale
| Cronologia completa delle presenze e delle reti in nazionale ― Francia under 21 | Cronologia completa delle presenze e delle reti in nazionale ― Francia under 21 | Cronologia completa delle presenze e delle reti in nazionale ― Francia under 21 | Cronologia completa delle presenze e delle reti in nazionale ― Francia under 21 | Cronologia completa delle presenze e delle reti in nazionale ― Francia under 21 | Cronologia completa delle presenze e delle reti in nazionale ― Francia under 21 | Cronologia completa delle presenze e delle reti in nazionale ― Francia under 21 | Cronologia completa delle presenze e delle reti in nazionale ― Francia under 21 |
| Data                                                                            | Città                                                                           | In casa                                                                         | Risultato                                                                       | Ospiti                                                                          | Competizione                                                                    | Reti                                                                            | Note                                                                            |
| ------------------------------------------------------------------------------- | ------------------------------------------------------------------------------- | ------------------------------------------------------------------------------- | ------------------------------------------------------------------------------- | ------------------------------------------------------------------------------- | ------------------------------------------------------------------------------- | ------------------------------------------------------------------------------- | ------------------------------------------------------------------------------- |
| 13-8-2013                                                                       | Friburgo in Brisgovia                                                           | Germania under 21                                                               | 0 – 0                                                                           | Francia under 21                                                                | Amichevole                                                                      | -                                                                               |                                                                                 |
| 5-9-2013                                                                        | Caen                                                                            | Francia under 21                                                                | 5 – 0                                                                           | Kazakistan under 21                                                             | Qual. Europeo Under-21 2015                                                     | -                                                                               |                                                                                 |
| 9-9-2013                                                                        | Barysaŭ                                                                         | Bielorussia under 21                                                            | 1 – 2                                                                           | Francia under 21                                                                | Qual. Europeo Under-21 2015                                                     | -                                                                               |                                                                                 |
| 14-10-2013                                                                      | Reykjavík                                                                       | Islanda under 21                                                                | 3 – 4                                                                           | Francia under 21                                                                | Qual. Europeo Under-21 2015                                                     | -                                                                               |                                                                                 |
| 14-11-2013                                                                      | Saint-Denis                                                                     | Francia under 21                                                                | 6 – 0                                                                           | Armenia under 21                                                                | Qual. Europeo Under-21 2015                                                     | -                                                                               |                                                                                 |
| 18-11-2013                                                                      | Saint-Denis                                                                     | Francia under 21                                                                | 1 – 1                                                                           | Paesi Bassi under 21                                                            | Amichevole                                                                      | -                                                                               | 58’                                                                             |
| 4-3-2014                                                                        | Le Mans                                                                         | Francia under 21                                                                | 1 – 0                                                                           | Bielorussia under 21                                                            | Qual. Europeo Under-21 2015                                                     | -                                                                               | 75’                                                                             |
| 2-6-2014                                                                        | Saint-Pierre                                                                    | Francia under 21                                                                | 6 – 0                                                                           | Singapore under 21                                                              | Amichevole                                                                      | -                                                                               | 46’                                                                             |
| 4-9-2014                                                                        | Astana                                                                          | Kazakistan under 21                                                             | 1 – 5                                                                           | Francia under 21                                                                | Qual. Europeo Under-21 2015                                                     | -                                                                               |                                                                                 |
| 8-9-2014                                                                        | Auxerre                                                                         | Francia under 21                                                                | 1 – 1                                                                           | Islanda under 21                                                                | Qual. Europeo Under-21 2015                                                     | -                                                                               |                                                                                 |
| 10-10-2014                                                                      | Le Mans                                                                         | Francia under 21                                                                | 2 – 0                                                                           | Svezia under 21                                                                 | Qual. Europeo Under-21 2015                                                     | -                                                                               | 38’                                                                             |
| 14-10-2014                                                                      | Halmstad                                                                        | Svezia under 21                                                                 | 4 – 1                                                                           | Francia under 21                                                                | Qual. Europeo Under-21 2015                                                     | -                                                                               |                                                                                 |
| 13-11-2014                                                                      | La Spezia                                                                       | Italia under 20                                                                 | 1 – 1                                                                           | Francia under 21                                                                | Amichevole                                                                      | -                                                                               |                                                                                 |
| Totale                                                                          |                                                                                 | Presenze                                                                        | 13                                                                              |                                                                                 | Reti                                                                            | 0                                                                               |                                                                                 |

| Cronologia completa delle presenze e delle reti in nazionale ― Francia under 20 | Cronologia completa delle presenze e delle reti in nazionale ― Francia under 20 | Cronologia completa delle presenze e delle reti in nazionale ― Francia under 20 | Cronologia completa delle presenze e delle reti in nazionale ― Francia under 20 | Cronologia completa delle presenze e delle reti in nazionale ― Francia under 20 | Cronologia completa delle presenze e delle reti in nazionale ― Francia under 20 | Cronologia completa delle presenze e delle reti in nazionale ― Francia under 20 | Cronologia completa delle presenze e delle reti in nazionale ― Francia under 20 |
| Data                                                                            | Città                                                                           | In casa                                                                         | Risultato                                                                       | Ospiti                                                                          | Competizione                                                                    | Reti                                                                            | Note                                                                            |
| ------------------------------------------------------------------------------- | ------------------------------------------------------------------------------- | ------------------------------------------------------------------------------- | ------------------------------------------------------------------------------- | ------------------------------------------------------------------------------- | ------------------------------------------------------------------------------- | ------------------------------------------------------------------------------- | ------------------------------------------------------------------------------- |
| 13-11-2012                                                                      | Créteil                                                                         | Francia under 20                                                                | 2 – 1                                                                           | Ucraina under 20                                                                | Amichevole                                                                      | -                                                                               | 63’                                                                             |
| 5-2-2013                                                                        | Créteil                                                                         | Francia under 20                                                                | 2 – 0                                                                           | Portogallo under 20                                                             | Amichevole                                                                      | -                                                                               | 63’                                                                             |
| 21-3-2013                                                                       | Tours                                                                           | Francia under 20                                                                | 3 – 1                                                                           | Danimarca under 20                                                              | Amichevole                                                                      | -                                                                               |                                                                                 |
| 25-3-2013                                                                       | Saint-Denis                                                                     | Francia under 20                                                                | 3 – 0                                                                           | Romania under 20                                                                | Amichevole                                                                      | -                                                                               | 87’                                                                             |
| 11-6-2013                                                                       | Romorantin-Lanthenay                                                            | Francia under 20                                                                | 3 – 1                                                                           | Grecia under 20                                                                 | Amichevole                                                                      | -                                                                               |                                                                                 |
| 14-6-2013                                                                       | Amiens                                                                          | Francia under 20                                                                | 2 – 2                                                                           | Colombia under 20                                                               | Amichevole                                                                      | -                                                                               |                                                                                 |
| 21-6-2013                                                                       | Istanbul                                                                        | Francia under 20                                                                | 3 – 1                                                                           | Ghana under 20                                                                  | Mondiali Under-20 2013 - 1º turno                                               | -                                                                               |                                                                                 |
| 24-6-2013                                                                       | Istanbul                                                                        | Francia under 20                                                                | 1 – 1                                                                           | Stati Uniti under 20                                                            | Mondiali Under-20 2013 - 1º turno                                               | -                                                                               |                                                                                 |
| 27-6-2013                                                                       | Istanbul                                                                        | Spagna under 20                                                                 | 2 – 1                                                                           | Francia under 20                                                                | Mondiali Under-20 2013 - 1º turno                                               | -                                                                               |                                                                                 |
| 2-7-2013                                                                        | Gaziantep                                                                       | Francia under 20                                                                | 4 – 1                                                                           | Turchia under 20                                                                | Mondiali Under-20 2013 - Ottavi di finale                                       | -                                                                               |                                                                                 |
| 6-7-2013                                                                        | Rize                                                                            | Francia under 20                                                                | 4 – 0                                                                           | Uzbekistan under 20                                                             | Mondiali Under-20 2013 - Quarti di finale                                       | -                                                                               |                                                                                 |
| 10-7-2013                                                                       | Bursa                                                                           | Francia under 20                                                                | 2 – 1                                                                           | Ghana under 20                                                                  | Mondiali Under-20 2013 - Semifinale                                             | -                                                                               |                                                                                 |
| 13-7-2013                                                                       | Istanbul                                                                        | Francia under 20                                                                | 4 – 1                                                                           | Uruguay under 20                                                                | Mondiali Under-20 2013 - Finale                                                 | -                                                                               |                                                                                 |
| Totale                                                                          |                                                                                 | Presenze                                                                        | 13                                                                              |                                                                                 | Reti                                                                            | 0                                                                               |                                                                                 |

| Cronologia completa delle presenze e delle reti in nazionale ― Francia under 19 | Cronologia completa delle presenze e delle reti in nazionale ― Francia under 19 | Cronologia completa delle presenze e delle reti in nazionale ― Francia under 19 | Cronologia completa delle presenze e delle reti in nazionale ― Francia under 19 | Cronologia completa delle presenze e delle reti in nazionale ― Francia under 19 | Cronologia completa delle presenze e delle reti in nazionale ― Francia under 19 | Cronologia completa delle presenze e delle reti in nazionale ― Francia under 19 | Cronologia completa delle presenze e delle reti in nazionale ― Francia under 19 |
| Data                                                                            | Città                                                                           | In casa                                                                         | Risultato                                                                       | Ospiti                                                                          | Competizione                                                                    | Reti                                                                            | Note                                                                            |
| ------------------------------------------------------------------------------- | ------------------------------------------------------------------------------- | ------------------------------------------------------------------------------- | ------------------------------------------------------------------------------- | ------------------------------------------------------------------------------- | ------------------------------------------------------------------------------- | ------------------------------------------------------------------------------- | ------------------------------------------------------------------------------- |
| 6-9-2011                                                                        | Roma                                                                            | Italia under 19                                                                 | 1 – 3                                                                           | Francia under 19                                                                | Amichevole                                                                      | -                                                                               | 66’                                                                             |
| 7-10-2011                                                                       | Saint-Denis                                                                     | Francia under 19                                                                | 2 – 1                                                                           | Ucraina under 19                                                                | Amichevole                                                                      | -                                                                               | 45’                                                                             |
| 9-10-2011                                                                       | Saint-Denis                                                                     | Francia under 19                                                                | 1 – 2                                                                           | Portogallo under 19                                                             | Amichevole                                                                      | -                                                                               |                                                                                 |
| 25-5-2012                                                                       | Saint-Denis                                                                     | Francia under 19                                                                | 2 – 1                                                                           | Rep. Ceca under 19                                                              | Amichevole                                                                      | -                                                                               |                                                                                 |
| 27-5-2012                                                                       | Saint-Denis                                                                     | Francia under 19                                                                | 3 – 1                                                                           | Norvegia under 19                                                               | Amichevole                                                                      | -                                                                               |                                                                                 |
| 30-5-2012                                                                       | Eden Aréna                                                                      | Paesi Bassi under 19                                                            | 0 – 6                                                                           | Francia under 19                                                                | Amichevole                                                                      | -                                                                               | 9’                                                                              |
| 3-5-2012                                                                        | Rakvere                                                                         | Serbia under 19                                                                 | 0 – 3                                                                           | Francia under 19                                                                | Europeo Under-19 2012 - 1º turno                                                | -                                                                               | 75’                                                                             |
| 6-7-2012                                                                        | Haapsalu                                                                        | Francia under 19                                                                | 1 – 0                                                                           | Croazia under 19                                                                | Europeo Under-19 2012 - 1º turno                                                | 1                                                                               |                                                                                 |
| 9-7-2012                                                                        | Tallinn                                                                         | Francia under 19                                                                | 1 – 2                                                                           | Inghilterra under 19                                                            | Europeo Under-19 2012 - 1º turno                                                | -                                                                               |                                                                                 |
| 12-7-2012                                                                       | Tallinn                                                                         | Spagna under 19                                                                 | 3 – 3 dts (4 – 2 dtr)                                                           | Francia under 19                                                                | Europeo Under-19 2012 - Semifinale                                              | -                                                                               | 85’                                                                             |
| Totale                                                                          |                                                                                 | Presenze                                                                        | 10                                                                              |                                                                                 | Reti                                                                            | 1                                                                               |                                                                                 |

## Palmarès

### Nazionale
- Campionato mondiale Under-20: 1

Turchia 2013